# Llano Largo (ort i Honduras)
Llano Largo är en ort i Honduras.   Den ligger i departementet Departamento de Ocotepeque, i den västra delen av landet, 200 km väster om huvudstaden Tegucigalpa. Llano Largo ligger 1 137 meter över havet och antalet invånare är 910.
Terrängen runt Llano Largo är varierad. Runt Llano Largo är det ganska tätbefolkat, med 139 invånare per kvadratkilometer. Närmaste större samhälle är San Marcos, 10,3 km sydost om Llano Largo. Omgivningarna runt Llano Largo är en mosaik av jordbruksmark och naturlig växtlighet.